# Konstytucja raweńska
Konstytucja raweńska (ustawa o cytowaniu) – akt prawny wydany w roku 426 w Rawennie przez Walentyniana III i Teodozjusza II, przyznający tekstom pięciu wybitnych rzymskich jurystów status równy z ustanowionym prawem. Byli to:
- Aemilius Papinianus
- Ulpian Domicjusz
- Gaius
- Iulius Paulus
- Modestyn

Prócz Gaiusa wszyscy obdarzeni byli ius publice respondendi, lecz ustawodawcy uznali jego autorytet na równi z pozostałymi. 
W wypadku braku unormowań w danej kwestii można było oprzeć się na poglądzie, który prezentuje większość spośród pięciu podanych prawników. Jeżeli taka zgodność nie istniała, pierwszeństwo miały poglądy Papiniana. W braku opinii Papiniana i równości pozostałych głosów rozwaga sędziego niech przesądzi za którym autorytetem należy pójść (Ubi autem pares eorum sententiae recitantur, quorum par censetur auctoritas, quod sequi debeat, eligat moderatio iudicantis).
W 438 została zmodyfikowana o możliwość respektowania poglądów innych prawników, jeśli powołał się na nie jeden z pięciu wymienionych. W tym samym roku ustawa o cytowaniu została włączona do Kodeksu teodozjańskiego i jednocześnie jej moc obowiązująca została rozciągnięta na wschodnią część państwa rzymskiego.